# 刺苞蓟
刺苞蓟（学名：Cirsium henryi）是菊科蓟属的植物，是中国的特有植物。分布于中国大陆的四川、云南、湖北等地，生长于海拔2,700米至3,500米的地区，多生在草甸，目前尚未由人工引种栽培。